# 法布里休斯环形山
法布里休斯环形山（Fabricius）是位于月球正面南半部一座大型撞击坑，约形成于32-11亿年前的爱拉托逊纪，其名称取自十六世纪德国牧师，天文学家大卫·法布里丘斯(1587年-1615年)，1935年被国际天文学联合会批准接受。

## 描述

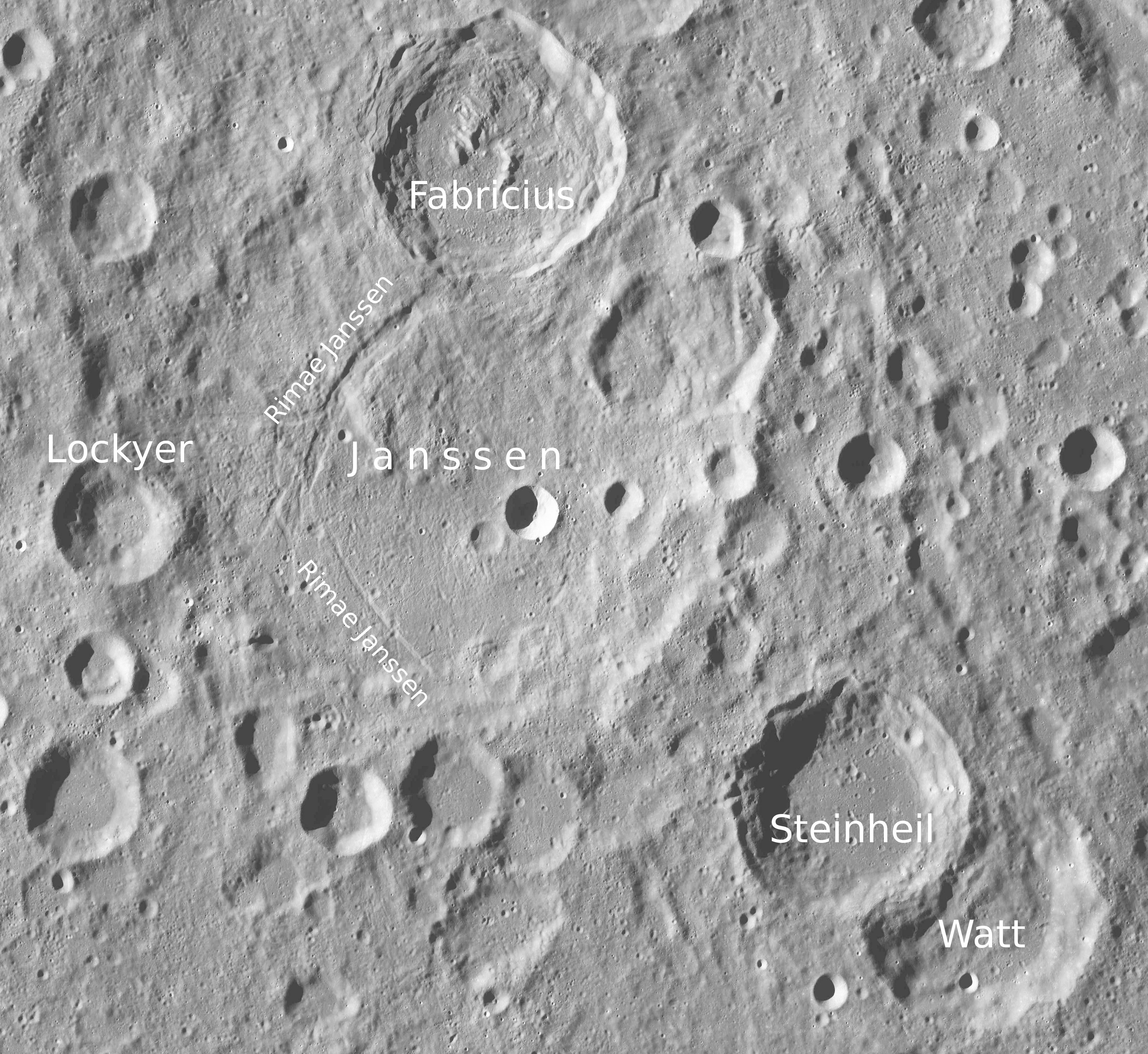
法布里休斯环形山的周边， 月球勘测轨道飞行器拍摄。

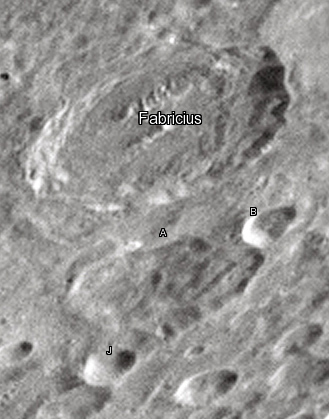
法布里休斯环形山

该陨坑坐落在巨大的环壁平原-让桑环形山坑底东北，西北偏北靠近勃伦纳环形山、略大的梅修斯环形山连接了它的东北壁、西南则是洛克伊尔陨石坑。该陨坑中心月面坐标为42°45′S 41°50′E / 42.75°S 41.84°E，直径78.9公里，深度2.8公里。
法布里休斯环形山外观呈多边形状，受侵蚀程度较轻，嶙峋参差的坑壁其北侧明显外凸。陨坑内侧壁显示有不规则的阶地结构，其中西侧内壁较东侧更陡峭。西侧外壁顶延伸出一道直止让桑环形山坑底的宽阔浅谷。坑壁高出周边地形1350米，内部容积约5738.85公里3。碗状的坑底较为崎岖，靠中心坐落着一列高达800米的中央峰，从西北向西侧和东南各延伸出一道宽厚的山岭。中央峰的成分由钙长石和含85-90%斜长石的辉长岩-苏长岩-橄长岩长岩(GNTA1)及含80-85%斜长石的辉长岩-苏长岩-橄长岩长岩(GNTA2)所组成。由于法布里休斯环形山的地质年龄较短，大部分地表均凹凸不平且布满了碎岩，因而，其雷达反射亮度值达到70厘米。

## 卫星陨石坑
按惯例，最靠近法布里休斯环形山的卫星坑将在月图上以字母标注在它的中心点旁边。

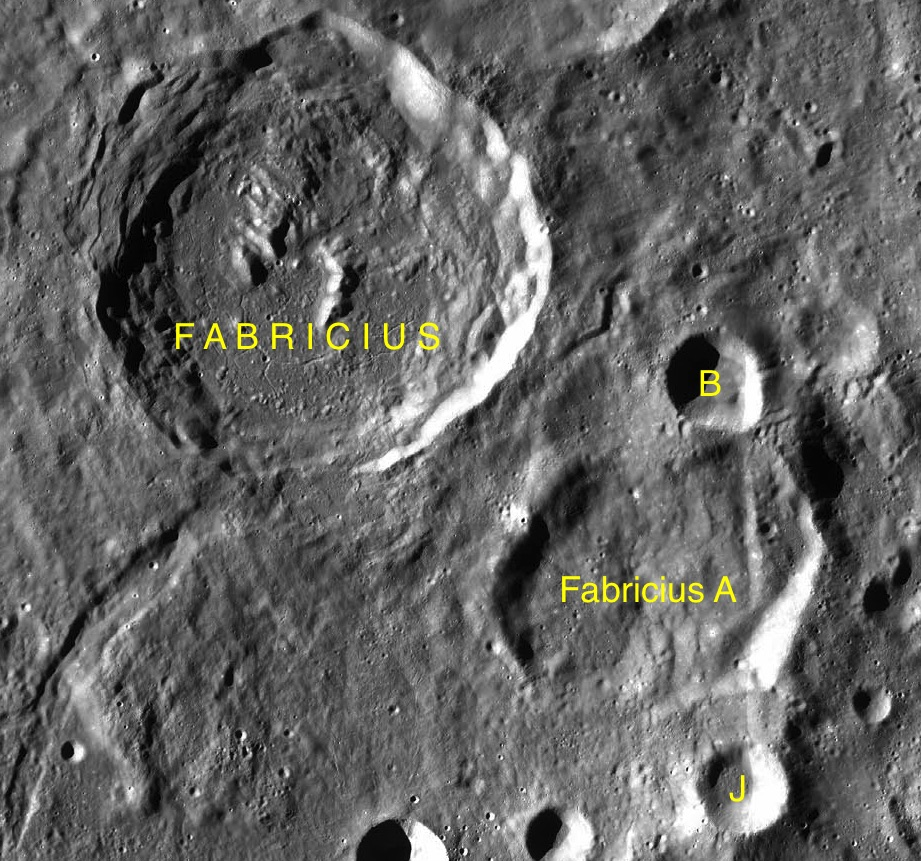
LAC-114 区域图

| 法布里休斯 | 纬度     | 经度     | 直径       |
| ---------- | -------- | -------- | ---------- |
| A          | 44.64° S | 44.40° E | 55.02 公里 |
| B          | 43.56° S | 44.85° E | 16.55 公里 |
| J          | 45.83° S | 45.04° E | 15.59 公里 |